# (3055) Annapavlova
(3055) Annapavlova (1978 TR3) – planetoida z pasa głównego asteroid okrążająca Słońce w ciągu 4,1 lat w średniej odległości 2,56 j.a. Odkryta 4 października 1978 roku.